# Damir Džumhur
Damir Džumhur (pronunciat dǎːmir dʒûmxur, Sarajevo, 20 de maig de 1992) és un tennista professional bosnià. Es membre de l'equip bosnià de la Copa Davis, i va competir als Jocs Olímpics de 2016, essent el primer tennista masculí de Bòsnia que va representar el seu país en uns Jocs Olímpics.
Va esdevenir el primer tennista en guanyar un títol del circuit ATP sota bandera bosniana.

## Biografia
És fill gran de Nerfid i Žaneta, d'etnia bosníaca. Va néixer pocs dies després de l'esclat de la Guerra de Bòsnia.
De petit va practicar diversos esports com esquí, futbol i tennis. Durant la seva adolescència va actuar en dues pel·lícules: Grbavica (2006) com a actor de fons, i Mörderischer Frieden (2007). Va estudiar ciències polítiques a la Universitat de Sarajevo.

## Palmarès: 3 (3−0)

### Individual: 4 (3−1)
| Llegenda (pre/post 2009)                                 |
| -------------------------------------------------------- |
| Grand Slams (0−0)                                        |
| Tennis Masters Cup / ATP Finals (0−0)                    |
| ATP Masters Series / ATP World Tour Masters 1000 (0−0)   |
| ATP International Series Gold / ATP World Tour 500 (0−0) |
| ATP International Series / ATP World Tour 250 (3−1)      |

| Títols per superfície |
| --------------------- |
| Dura (2−1)            |
| Gespa (1−0)           |
| Terra batuda (0−0)    |

| Resultat  | Núm. | Data                   | Torneig                     | Superfície | Oponent               | Marcador      |
| --------- | ---- | ---------------------- | --------------------------- | ---------- | --------------------- | ------------- |
| Finalista | 1.   | 26 d'agost de 2017     | Winston-Salem, Estats Units | Dura       | Roberto Bautista Agut | 4−6, 4−6      |
| Guanyador | 1.   | 24 de setembre de 2017 | Sant Petersburg, Rússia     | Dura (i)   | Fabio Fognini         | 3−6, 6−4, 6−2 |
| Guanyador | 2.   | 22 d'octubre de 2017   | Moscou, Rússia              | Dura (i)   | Ričardas Berankis     | 6−2, 1−6, 6−4 |
| Guanyador | 3.   | 30 de juny de 2018     | Antalya, Turquia            | Gespa      | Adrian Mannarino      | 6−1, 1−6, 6−1 |

### Dobles: 1 (0−1)
| Llegenda (pre/post 2009)                                 |
| -------------------------------------------------------- |
| Grand Slams (0−0)                                        |
| Tennis Masters Cup / ATP Finals (0−0)                    |
| ATP Masters Series / ATP World Tour Masters 1000 (0−0)   |
| ATP International Series Gold / ATP World Tour 500 (0−0) |
| ATP International Series / ATP World Tour 250 (0−1)      |

| Títols per superfície |
| --------------------- |
| Dura (0−1)            |
| Gespa (0−0)           |
| Terra batuda (0−0)    |

| Resultat  | Núm. | Data                 | Torneig        | Superfície | Parella        | Oponents                  | Marcador |
| --------- | ---- | -------------------- | -------------- | ---------- | -------------- | ------------------------- | -------- |
| Finalista | 1.   | 22 d'octubre de 2017 | Moscou, Rússia | Dura (i)   | Antonio Šančić | Max Mirnyi Philipp Oswald | 3−6, 5−7 |

## Trajectòria

### Individual
| Open d'Austràlia | A    | A   | A   | Q2          | 3R          | Q2          | 2R    | 1R          | 3R          | 1R          | 1R          | 1R  | 1R | 0 / 8     | 5 – 8     |
| Roland Garros | A    | A   | A   | A           | 1R          | 3R          | 1R    | 1R          | 3R          | 1R          | A           | Q1  |    | 0 / 6     | 4 – 6     |
| Wimbledon | A    | A   | Q2  | A           | Q1          | 1R          | 2R    | 2R          | 2R          | 1R          | NC          | Q2  |    | 0 / 5     | 3 – 5     |
| US Open | A    | A   | Q1  | Q1          | 1R          | 1R          | 2R    | 3R          | 1R          | 2R          | 1R          | Q2  |    | 0 / 7     | 4 – 7     |
| Jocs Olímpics | NC   | NC  | A   | No celebrat | No celebrat | No celebrat | 1R    | No celebrat | No celebrat | No celebrat | No celebrat | A   | NC | 0 / 1     | 0 – 1     |
| Total Victòries − Derrotes                                                                                                 | 2−0  | 0−1 | 0−2 | 2−1         | 5−7         | 8−9         | 23−22 | 36−24       | 25−31       | 13−21       | 2−8         | 4−6 |    | 120 – 133 | 120 – 133 |
| Rànquing a final d'any | 1008 | 343 | 221 | 189         | 109         | 82          | 77    | 30          | 47          | 93          | 119         | 158 |    |           |           |
| Llegenda: G: Guanyador; F: Finalista; SF: Semifinalista; QF: Quarts de final; Q: Qualificació; A: Absent; RR: Round Robin; |      |     |     |             |             |             |       |             |             |             |             |     |    |           |           |